# Вбрасывание мяча (футбол)

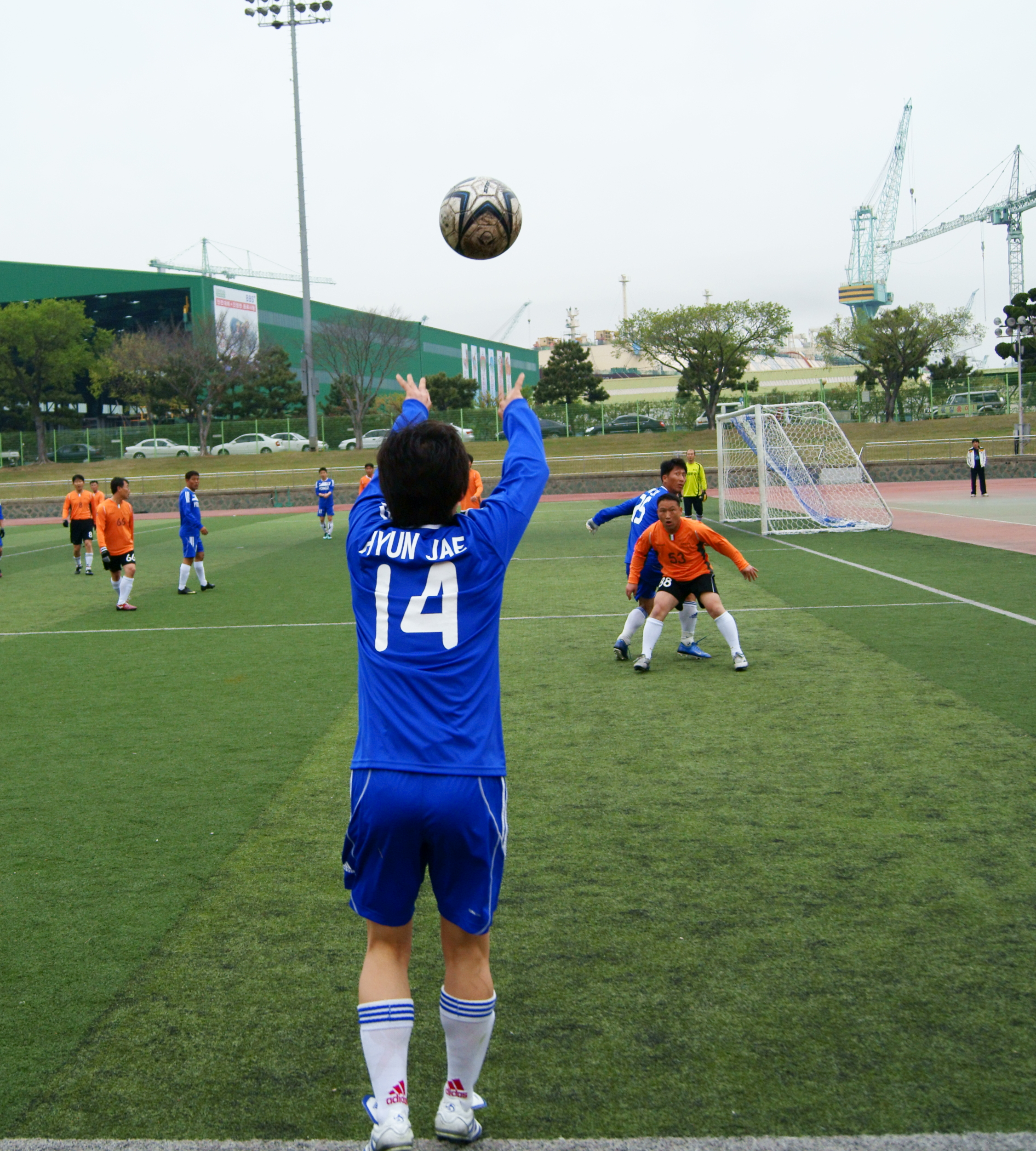
Игрок произвёл вбрасывание мяча

Правило 15 Правил игры в футбол регламентирует процедуру возобновления игры после того, как мяч покинул поле через боковую линию.

## Определение
Вбрасывание мяча является одним из способов возобновления игры. Гол, забитый непосредственно после вбрасывания, не засчитывается. Вбрасывание назначается в случае, когда мяч полностью пересечёт боковую линию поля — по земле или по воздуху с места, где мяч пересёк линию в пользу команды-соперника, последним коснувшегося мяча. Если мяч непосредственно после вбрасывания попадает в ворота соперника, судья должен назначить удар от ворот. Если мяч непосредственно после вбрасывания попадает в ворота команды, игрок которой производил вбрасывание, судья должен назначить угловой удар.

## Процедура
Игрок, вбрасывающий мяч, находится лицом к полю и бросает мяч двумя руками движением из-за головы и над ней, касаясь при этом частью обеих ступней либо боковой линии, либо земли за пределами боковой линии с точки, где мяч покинул поле. Все соперники должны оставаться на расстоянии не менее, чем 2 метра (2 ярда) от той точки, с которой производится вбрасывание мяча. Вбрасывающий игрок не может вновь коснуться мяча раньше, чем мяч коснётся другого игрока. Мяч находится в игре сразу же после его попадания в пределы поля. Если мяч, прежде чем оказаться на поле, касается земли, назначается повторное вбрасывание с того же места той же командой при условии, что вбрасывание производилось правильно. Если процедура вбрасывания мяча нарушена, право на вбрасывание передается команде соперника.

## Нарушения и наказания
Если игрок, выполняющий вбрасывание, повторно коснётся мяча до того как мяч коснётся другого игрока, то противоположная команда получает право на выполнение свободного удара с места, где произошло касание.
Если полевой игрок, производящий вбрасывание, после того как мяч вошёл в игру умышленно сыграет мяч рукой прежде, чем мяч коснется другого игрока:
- то противоположная команда получает право на выполнение штрафного удара с места, где произошло нарушение, если нарушение произошло вне штрафной площади вбрасывающего игрока;
- если нарушение произошло в пределах штрафной площади игрока производящего вбрасывание, то назначается 11-метровый удар.

Если вратарь, производящий вбрасывание, после того как мяч вошел в игру умышленно сыграет рукой прежде, чем мяч коснется другого игрока:
- то противоположная команда получает право на выполнение штрафного удара с места, где произошло нарушение, если нарушение произошло вне штрафной площади вратаря производящего вбрасывание;
- если нарушение произошло в пределах штрафной площади вратаря производящего вбрасывание, то назначается свободный удар с места, где произошло нарушение.

Если соперник нечестным приёмом отвлекает внимание игрока, производящего вбрасывание, или мешает ему, то:
- ему делается предупреждение за неспортивное поведение и показывается жёлтая карточка.

За все остальные нарушения данного Правила, право на выполнение вбрасывания переходит к противоположной команде.

## Интересные особенности
- Расстояние до боковой линии от игрока, выполняющего вбрасывание мяча, фактически не ограничивается. Важно лишь, чтобы игрок частью обеих ступней касался земли за пределами боковой линии, находился на одном уровне с полем (например, нельзя выполнять вбрасывание с трибуны) и на линии, которая перпендикулярна боковой линии в точке, через которую мяч покинул поле.
- Если при выполнении вбрасывания игрок бросил мяч вдоль боковой линии и мяч её не пересек (такая ситуация иногда встречается в футболе и мини-футболе), это не считается неправильным вводом мяча в игру. Команда получает право повторить вбрасывание, так как фактически оно не было произведено.